# Barichneumon albipilosus
Barichneumon albipilosus är en stekelart som först beskrevs av Cameron 1903.  Barichneumon albipilosus ingår i släktet Barichneumon och familjen brokparasitsteklar. Inga underarter finns listade.